# Impatiens stefaniae
Impatiens stefaniae är en balsaminväxtart som beskrevs av Fischer och Raheliv. Impatiens stefaniae ingår i släktet balsaminer, och familjen balsaminväxter. Inga underarter finns listade i Catalogue of Life.